# 2019年PGA錦標賽
2019年PGA锦标赛（2019 PGA Championship）是第101届PGA锦标赛，也是2019年4个主要高尔夫锦标赛中的第2个賽事。比赛于2019年5月16日至19日在美國纽约州法明代尔贝斯佩奇州立公园的布莱克球场举行。